# Xylariophilus
Xylariophilus är ett släkte av skalbaggar. Xylariophilus ingår i familjen rovbarkbaggar.
Kladogram enligt Catalogue of Life:
| Xylariophilus | \| \| Xylariophilus bicoloripennis \| \| \| \| \| \| Xylariophilus comatus \| \| \| \| \| \| Xylariophilus honoratus \| \| \| \| |
|               | \| \| Xylariophilus bicoloripennis \| \| \| \| \| \| Xylariophilus comatus \| \| \| \| \| \| Xylariophilus honoratus \| \| \| \| |
|               | Anommatus |
|               | |
|               | Bothrideres |
|               | |
|               | Deretaphrus |
|               | |
|               | Lithophorus |
|               | |
|               | Oxylaemus |
|               | |
|               | Prolyctus |
|               | |
|               | Rustleria |
|               | |
|               | Sosylus |
|               | |
|               | Teredus |
|               | |
|               | Xylariophilus bicoloripennis |
|               | |
|               | Xylariophilus comatus |
|               | |
|               | Xylariophilus honoratus |
|               | |

|  | Xylariophilus bicoloripennis |
|  |                              |
|  | Xylariophilus comatus        |
|  |                              |
|  | Xylariophilus honoratus      |
|  |                              |